# A zongorista (regény)
A zongorista (Pianista) Władysław Szpilman önéletrajzi regénye. Az 1946-ban kiadott könyv eredeti címe Śmierć Miasta (A város halála) volt. A Lengyelországban megjelent könyvet erősen cenzúrázta a kommunista hatalom, aminek nem tetszett a háború ilyen értelmezése, és csak kis példányszámban adták ki.
50 év elteltével, Andrzej Szpilman erőfeszítéseinek köszönhetően, 1998-ban jelent meg A zongorista címen. Az új kiadás Wilm Hosenfeld naplójának töredékeit és Władysław Szpilman archívumából származó képeket is tartalmazza.
A regényt 38 nyelvre fordították le (2010). A könyv alapján készült 2002-ben A zongorista című film.

## Magyarul
- A zongorista; ford. Körner Gábor; Európa, Bp., 2002